# Johann Meckbach (Amtmann)
Johann Meckbach der Jüngere (* in Geisa; † 7. Oktober 1592 in Schenklengsfeld) war ein hessischer und hersfeldischer Verwaltungsbeamter.

## Herkunft
Seine Eltern waren der im nordhessischen Spangenberg geborene und später in Geisa in der Rhön ansässig gewordene Hermann Meckbach († vor 1546), ein Bruder von Landgraf Philipps Leibarzt Johannes Meckbach (1495–1555), und dessen Ehefrau Margaretha Wolff. Der Verwaltungsbeamte und Politiker in hessen-kasselischen, kursächsischen und brandenburgischen Diensten Wilhelm Rudolf Meckbach (1543–1603) war sein Neffe.

## Leben
Er selbst wurde wohl in Geisa geboren, wo er 1524 erstmals schriftlich genannt wird. 1537 wurde er an der Philipps-Universität Marburg immatrikuliert. Wie lange er dort studierte, ist ungewiss. 1546 ist er als Schultheiß zu Kassel und als landgräflicher Kanzleischreiber bekundet. Ab 1551 war er Keller in Bickenbach, dann von 1555 bis 1557 Sekretär bei der landgräflichen Regierung in Kassel. Von 1558 bis zu seinem Tod 1592 war er schließlich landgräflicher und hersfeldischer Amtmann im Landecker Amt, mit Amtssitz in Schenklengsfeld, ab 1576 auch hessischer Kammermeister des Stifts Hersfeld.

## Ehe und Nachkommen
Johann Meckbach heiratete im Jahre 1549 Maria, Tochter des Rentmeisters in Grünberg, Hermann Sinold gen. Schütz, und dessen Ehefrau Elisabeth geb. von Lüder, Schwester des Festungskommandanten und Amtmanns zu Ziegenhain Heinz von Lüder (1490–1559). Aufgrund dieser Ehe erbte er nach Lüders Tod das Steinerne Haus in Ziegenhain. Der Ehe entstammten zehn Kinder, darunter u. a. die beiden Söhne:
- Johann Balthasar, folgte dem Vater am 1. Oktober 1592 als Amtmann zu Landeck,
- Henrich, studierte Medizin und wurde Arzt in Meiningen und Leibarzt des Herzogs Johann Casimir von Sachsen-Coburg.